# Bahamut (Cyberthreat)
Bahamut ist eine Hacker-Gruppe, die sich in verschiedene fremde Netze crackt und die Opfer ausspioniert. Die Gruppe ist nach dem Bahamut benannt, einem Fisch, der nach der Arabischen Mythologie die gesamte Welt trägt. Die Gruppe stammt wahrscheinlich aus Indien. Bahamut hat den Ruf, dass fast jeder ihre Dienstleistung mieten kann, und werden daher als moderne Söldner im Cyberwarfare bezeichnet. Entsprechend sind die Opfer relativ wahllos. Unter den Opfern sind Menschenrechtsorganisationen, Pakistanische Militärs, Geschäftsleute aus der Golfregion. Aber auch separatistische Sikhs, zum Beispiel die Sikhs for justice in Kanada und den Vereinigten Staaten oder Saudische und Katarische Diplomaten wurden schon angriffen. Während es Attacken auch gegen Inder gab, waren offizielle indische Behörden oder Einrichtungen von den Attacken Bahamuts verschont gewesen. Das Bundesamt für Sicherheit in der Informationstechnik schätzte 2018 Bahamut als ein Advanced Persistent Threat ein, mit dem Fokus auf Behörden, Opposition und Medien. Es wird vermutet, dass sich die lokale Regierung entweder nicht darüber im Klaren ist, dass Bahamut von ihrem Gebiet aus operiert, oder die Aktivitäten werden von ihr toleriert. Die Attacken gelten als ausgeklügelt und über dem normalen Level anderer Cracking Gruppen. Bahamut kann über lange Zeit ihre Opfer ausspionieren. Alternative Namen für die Gruppe sind EHDEVEL, Windshift, URPAGE und The White Company.
Beim Brand des Cloudanbieters OVH konnte Kaspersky beobachten, dass Server von Bahamut offline waren.